# جاك روبرتس (محامي)
جاك روبرتس (بالإنجليزية: Jack Roberts)‏ هو محامي أمريكي، ولد في 1 أكتوبر 1952.